# Mervue United FC
Mervue United FC este un club de fotbal din Galway, Irlanda.

## Lotul actual de jucători (septembrie 2009)
| Nr. |                   | Poziție | Jucător          |
| --- | ----------------- | ------- | ---------------- |
|     | Republica Irlanda | P       | Brian O'Donoghue |
|     | Republica Irlanda | P       | Eoin Martin      |
|     | Republica Irlanda | P       | Ryan Griffin     |
|     | Republica Irlanda | P       | Trevor Galvey    |
|     | Republica Irlanda | F       | Damien O'Rourke  |
|     | Republica Irlanda | F       | Eric Browne      |
|     | Republica Irlanda | F       | Kenny Farrell    |
|     | Republica Irlanda | F       | Rynal Browne     |
|     | Republica Irlanda | F       | Damien O'Rourke  |
|     | Republica Irlanda | F       | Darwin Dowling   |
|     | Republica Irlanda | F       | Ger McGrath      |
|     | Republica Irlanda | F       | Mixie Harty      |
|     | Republica Irlanda | F       | Nicky Curran     |
|     | Republica Irlanda | F       | Nigel Keady      |
|     | Republica Irlanda | F       | Paul Scally      |
|     | Republica Irlanda | F       | Philip Ryan      |
|     | Republica Irlanda | M       | David O'Brien    |
|     | Republica Irlanda | M       | Gary Traynor     |
|     | Coasta de Fildeș  | A       | Joel Junior      |

| Nr. |                   | Poziție | Jucător        |
| --- | ----------------- | ------- | -------------- |
|     | Republica Irlanda | M       | Alex Lee       |
|     | Republica Irlanda | M       | Dan Cunningham |
|     | Republica Irlanda | M       | Dave Goldbey   |
|     | Republica Irlanda | M       | David O'Dowd   |
|     | Republica Irlanda | M       | Evan Connolly  |
|     | Republica Irlanda | M       | Kevin Barrett  |
|     | Republica Irlanda | M       | Kevin Crehan   |
|     | Republica Irlanda | M       | Mark Ludden    |
|     | Republica Irlanda | M       | Noel McDonnell |
|     | Republica Irlanda | M       | Gary Traynor   |
|     | Republica Irlanda | M       | Paul Danagher  |
|     | Republica Irlanda | M       | Rory Gaffney]  |
|     | Republica Irlanda | A       | Ollie Keogh    |
|     | Republica Irlanda | A       | Collie Kelly]  |
|     | Republica Irlanda | A       | Mike Tierney   |
|     | Republica Irlanda | A       | Neil Douglas   |
|     | Republica Irlanda | A       | Pat Hoban      |
|     | Nigeria           | P       | Bashir Onuya   |